# Брадфорд
Вижте пояснителната страница за други значения на Брадфорд.
Бра̀дфорд (на английски: Bradford) е град в Англия, графство Западен Йоркшър с население около 300 717 жители. Той е административен и стопански център на едноименната община Брадфорд. Намира се на 14 km западно от Лийдс и двата града са фактически съединени.
Брадфорд винаги е бил смятан за работнически град със задимен въздух и тежки жилищни условия. Преживява разцвета си през викторианската епоха като център на вълнено-текстилната индустрия. До Втората световна война е призната световна столица на търговията с вълнен текстил. След 1960-те тук се заселват над 60 000 индийци и пакистанци, което изменя физиономията на града. Със замирането на традиционната промишленост съвременният Брадфорд упорито се бори за нова роля. Викторианските постройки са обновени и централната част добива привлекателен вид. Особено впечатляващи са сградите на кметството (City Hall) и Вълнената борса (Wool Exchange).
Брадфорд е катедрален град. По размери катедралата му сравнително скромна, близка до тази в Шефилд, и значително отстъпва по монументалност и внушителност на прочутите английски катедрали (Кентърбъри, Йорк, Линкълн, Уинчестър, Солсбъри).
Университетът на Брадфорд е основан през 1966 г.

## Забележителности
- Национален музей на фотографията, киното и телевизията (National Museum of Photography, Film and Television) – впечатляващо модерно представяне на историята и развитието на тези изкуства и технологии.
- Солтейр (Saltaire) – предградие, намиращо се на 5 км северно от града. Модел на индустриално село и текстилна фабрика (воденица), построен през 1851 от вълнения барон сър Тайтъс Солт (Sir Titus Salt). Селото се е състояло от 850 къщи и 45 приюта за бедни, като е имало собствени училища, болници, паркове, бани и жп. гара. Къщите са били с добро осветление, отопление, вентилация и други удобства. Селото е построено от жълтеникав местен камък в неоиталиански стил. Фабриката (Salt’s Mill), отворена през 1853, наподобява италиански дворец и по размери надхвърля катедралата „Сейнт Пол“ в Лондон, като за онова време е била най-голямата фабрика в света. Нейните 1200 тъкачни стана са произвеждали над 30 000 ярда (ок. 27 000 метра) вълнен плат дневно. Понастоящем сградата е средището на селото, като е преустроена в зали и места за занаяти, изкуство, магазини и др. Част от нея е изложба-музей на най-голямата в света колекция (1853 Gallery) от произведения на художника Дейвид Хокни (David Hockney), роден в Брадфорд. Селото е със статута на паметник под закрилата на ЮНЕСКО.
- Село Торнтън, в покрайнините на Брадфорд, е родното място на сестрите Бронте, а в близост до Брадфорд (на около 13 km) се намира и домът им Хауърт (Haworth)

## Личности
- Емили Бронте, писателка
- Шарлот Бронте, писателка
- Александра Потър, писателка
- Ан Бронте, писателка
- Едуард Виктор Епълтън, откривател на йоносферата и носител на Нобелова награда за физика
- Дейвид Хокни, художник
- Зейн Малик, певец
- Стивън Фрейн, велик илюзионист

## Побратимени градове
- Вервие (Белгия)